# Federação Tocantinense de Futsal
La Federação Tocantinense de Futsal (conosciuta con l'acronimo di FTFS) è un organismo brasiliano che amministra il calcio a 5 nella versione FIFA per lo stato di Tocantins.
Fondata il 15 ottobre 1992, la FTFS ha sede nel capoluogo Palmas ed ha come presidente Nei de Oliveira. La sua selezione non ha mai vinto il Brasileiro de Seleções de Futsal, e non è mai giunta sul podio della medesima competizione.